# 5.º governo republicano (Portugal)

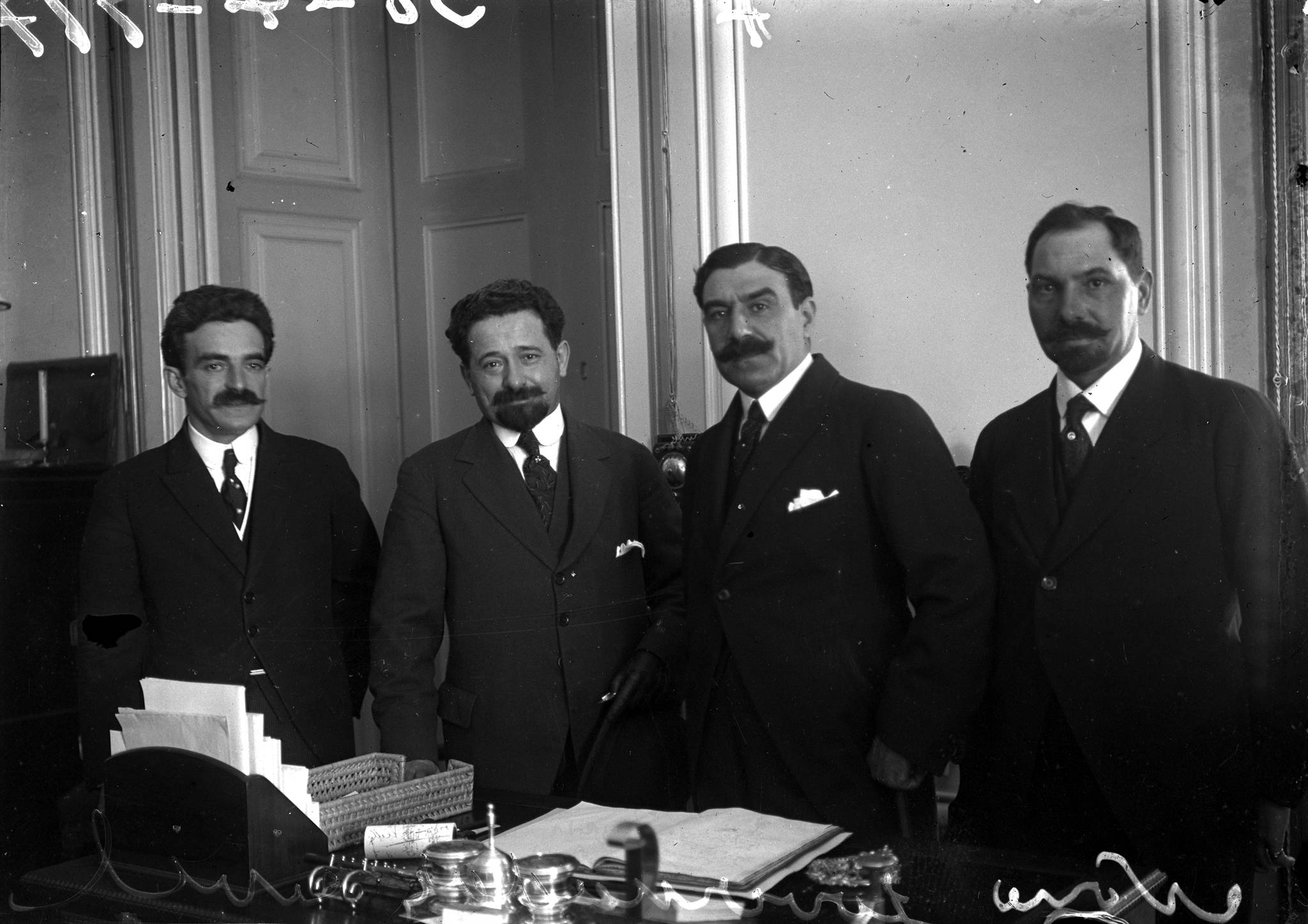
5.º governo republicano: da esquerda para a direita: António Macieira, Afonso Costa, Germano Martins (secretário-geral e director-geral no Ministério da Justiça) e Simão José (secretário do gabinete de Afonso Costa)

O 5.º governo da Primeira República Portuguesa, nomeado a 9 de janeiro de 1913 e exonerado a 9 de fevereiro de 1914, foi liderado por Afonso Costa. Foi o primeiro governo democrático, com eleições para os deputados a 16 de novembro de 1913, e eleições para os corpos administrativos a 30 de Novembro.
A sua constituição era a seguinte:
| Cargo                              | Detentor | Detentor                             | Período                                       |
| ---------------------------------- | --- | ------------------------------------ | --------------------------------------------- |
| Presidente do Ministério           | Afonso Costa, presidente do Ministério, ministro das Finanças e ministro interino dos Negócios Estrangeiros (out. 1913) | Afonso Costa (1871–1937)             | 9 de janeiro de 1913 a 9 de fevereiro de 1914 |
| Ministro do Interior               | | Rodrigo Rodrigues (1879–1963)        | 9 de janeiro de 1913 a 9 de fevereiro de 1914 |
| Ministro da Justiça                | | Álvaro de Castro (1878–1928)         | 9 de janeiro de 1913 a 9 de fevereiro de 1914 |
| Ministro das Finanças              | Afonso Costa, presidente do Ministério, ministro das Finanças e ministro interino dos Negócios Estrangeiros (out. 1913) | Afonso Costa (1871–1937)             | 9 de janeiro de 1913 a 9 de fevereiro de 1914 |
| Ministro da Guerra                 | | João Pereira Bastos (1865–1951)      | 9 de janeiro de 1913 a 9 de fevereiro de 1914 |
| Ministro da Marinha                | | José de Freitas Ribeiro (1868–1929)  | 9 de janeiro de 1913 a 9 de fevereiro de 1914 |
| Ministro dos Negócios Estrangeiros | | António Macieira (1875–1918)         | 9 de janeiro de 1913 a 9 de fevereiro de 1914 |
| Ministro dos Negócios Estrangeiros | Afonso Costa, presidente do Ministério, ministro das Finanças e ministro interino dos Negócios Estrangeiros (out. 1913) | Afonso Costa (interino) (1871–1937)  | 11 de outubro de 1913 a 6 de novembro de 1913 |
| Ministro do Fomento                | | António Maria da Silva (1872–1950)   | 9 de janeiro de 1913 a 9 de fevereiro de 1914 |
| Ministro das Colónias              | | Artur de Almeida Ribeiro (1865–1943) | 9 de janeiro de 1913 a 9 de fevereiro de 1914 |
| Ministro da Instrução Pública      | | António de Sousa Júnior (1871–1938)  | 7 de julho de 1913 a 9 de fevereiro de 1914   |